# 沒有星星的世界/側臉
《沒有星星的世界／側臉》，日本女性創作歌手aiko的第22張單曲。2007年8月22日發行。

## 簡介
前作《幸福》約3個月之後發行。aiko首張雙A面單曲。
第一首A面曲《沒有星星的世界》被用作任天堂DS遊戲《最終幻想水晶編年史：命運之環》的形象歌曲。第二首A面曲則是被用作綾瀨遙、藤木直人主演的電視劇《魚干女又怎樣》的主題曲。
在Oricon公信榜最高排行第2位，曾取得日榜首位。總銷量超過11萬張。

## 收錄曲目
1. 沒有星星的世界（星のない世界）
任天堂DS遊戲《最終幻想水晶編年史：命運之環》的形象歌曲
2. 側臉
日本電視台電視劇《魚干女又怎樣》的主題曲
3. 戀愛
4. 沒有星星的世界（instrumental）
5. 側臉（instrumental）

全 作詞、作曲：AIKO；編曲：島田昌典

## 外部連結
- 唱片介紹